# No Sleep till Brooklyn
"No Sleep till Brooklyn" is een nummer van de Amerikaanse hiphopgroep Beastie Boys. Het nummer werd uitgebracht op hun debuutalbum Licensed to Ill uit 1986. Op 1 maart 1987 werd het nummer uitgebracht als de zesde single van het album.

## Achtergrond
"No Sleep till Brooklyn" is geschreven door alle groepsleden en Rick Rubin, die het tevens geproduceerd heeft. Het nummer is een parodie op heavy metal en de titel verwijst naar het Motörhead-livealbum No Sleep 'til Hammersmith. Dit wordt versterkt door de videoclip, die een parodie is op glam metal. De gitaar op het nummer werd bespeeld door Slayer-gitarist Kerry King. Deze samenwerking kwam tot stand via Rick Rubin, die op dat moment tevens het Slayer-album Reign in Blood produceerde. De Beastie Boys bleven het nummer tijdens hun gehele carrière live spelen, alhoewel de wat meer expliciete tekstregels werden vervangen.
"No Sleep till Brooklyn" werd in een aantal landen een hit. In het Verenigd Koninkrijk en Ierland kwam het respectievelijk tot de veertiende en zeventiende plaats in de hitlijsten. In de Verenigde Staten werd het daarentegen niet als single uitgebracht en bereikte het zodoende geen hitlijsten. In Nederland kwam het tot plaats 22 in de Top 40 en plaats 23 in de Nationale Hitparade, terwijl in Vlaanderen plaats 28 in de voorloper van de Ultratop 50 werd gehaald. In 1993 bracht Osdorp Posse een Nederlandstalige versie van het nummer uit, onder de titel "Geen slaap tot Osdorp".

## Hitnoteringen

### Nederlandse Top 40
| Hitnotering: 11-07-1987 t/m 08-08-1987 | Hitnotering: 11-07-1987 t/m 08-08-1987 | Hitnotering: 11-07-1987 t/m 08-08-1987 | Hitnotering: 11-07-1987 t/m 08-08-1987 | Hitnotering: 11-07-1987 t/m 08-08-1987 | Hitnotering: 11-07-1987 t/m 08-08-1987 | Hitnotering: 11-07-1987 t/m 08-08-1987 |
| Week                                   | 1                                      | 2                                      | 3                                      | 4                                      | 5                                      |                                        |
| -------------------------------------- | -------------------------------------- | -------------------------------------- | -------------------------------------- | -------------------------------------- | -------------------------------------- | -------------------------------------- |
| Positie                                | 38                                     | 24                                     | 22                                     | 24                                     | 39                                     | uit                                    |

### Nationale Hitparade
| Hitnotering: 30-05-1987 t/m 29-08-1987 | Hitnotering: 30-05-1987 t/m 29-08-1987 | Hitnotering: 30-05-1987 t/m 29-08-1987 | Hitnotering: 30-05-1987 t/m 29-08-1987 | Hitnotering: 30-05-1987 t/m 29-08-1987 | Hitnotering: 30-05-1987 t/m 29-08-1987 | Hitnotering: 30-05-1987 t/m 29-08-1987 | Hitnotering: 30-05-1987 t/m 29-08-1987 | Hitnotering: 30-05-1987 t/m 29-08-1987 | Hitnotering: 30-05-1987 t/m 29-08-1987 | Hitnotering: 30-05-1987 t/m 29-08-1987 | Hitnotering: 30-05-1987 t/m 29-08-1987 | Hitnotering: 30-05-1987 t/m 29-08-1987 | Hitnotering: 30-05-1987 t/m 29-08-1987 | Hitnotering: 30-05-1987 t/m 29-08-1987 | Hitnotering: 30-05-1987 t/m 29-08-1987 |
| Week                                   | 1                                      | 2                                      | 3                                      | 4                                      | 5                                      | 6                                      | 7                                      | 8                                      | 9                                      | 10                                     | 11                                     | 12                                     | 13                                     | 14                                     |                                        |
| -------------------------------------- | -------------------------------------- | -------------------------------------- | -------------------------------------- | -------------------------------------- | -------------------------------------- | -------------------------------------- | -------------------------------------- | -------------------------------------- | -------------------------------------- | -------------------------------------- | -------------------------------------- | -------------------------------------- | -------------------------------------- | -------------------------------------- | -------------------------------------- |
| Positie                                | 73                                     | 52                                     | 51                                     | 44                                     | 37                                     | 33                                     | 30                                     | 24                                     | 23                                     | 27                                     | 32                                     | 44                                     | 62                                     | 75                                     | uit                                    |

### NPO Radio 2 Top 2000
| Nummer met noteringen in de NPO Radio 2 Top 2000 | '16  | '17  |
| ------------------------------------------------ | ---- | ---- |
| No Sleep till Brooklyn                           | 1609 | 1514 |

1. ↑  Een vetgedrukt getal geeft de hoogste notering aan.
2. ↑  2016 was het eerste jaar met een notering voor dit nummer.
3. ↑  Deze tabel is bijgewerkt tot en met de laatste editie (2024).